# Stary cmentarz żydowski w Mielcu
Stary cmentarz żydowski w Mielcu – został założony w XVII wieku i znajdował się przy obecnej ul. Jadernych. Uległ zniszczeniu podczas II wojny światowej, następnie na części terenu pocmentarnego wzniesiono budynek będący wówczas siedzibą poczty. W latach 90. XX wieku na jego pozostałą część przeniesiono odnalezione nagrobki i wzniesiono pomnik ku czci ofiar Holocaustu.